# Philomedes longicornis
Philomedes longicornis is een mosselkreeftjessoort uit de familie van de Philomedidae. De wetenschappelijke naam werd voor het eerst gepubliceerd door Wilhelm Lilljeborg in 1853, samen met de geslachtsnaam Philomedes waarvan P. longicornis de typesoort is. De soort werd aangetroffen in de zee rond Skåne.